# Calista Flockhart
Calista Kay Flockhart (Freeport, Illinois; 11 de noviembre de 1964) es una actriz estadounidense. Comenzó su carrera interpretando personajes secundarios en telenovelas y haciendo obras de teatro de Tennessee Williams y Antón Chéjov en Broadway, hasta que en 1997 alcanzó la fama al protagonizar la serie Ally McBeal durante cinco años, por la que ganó un Globos de Oro y fue nominada a los Emmy.
Posteriormente, no se ha prodigado demasiado. Tan sólo ha realizado un par de películas independientes y ha protagonizado tres series de televisión: encarnó a Kitty Walker en Cinco hermanos (2006-2011), fue Cat Grant en la serie juvenil Supergirl (2015-2016) durante su primera temporada e interpretó a Lee Radziwill en Feud: Capote vs. The Swans (2024), siempre con años de descanso entre ellas.

## Biografía
Después de trabajar en Broadway y realizar pequeños papeles, la fama le llegó por protagonizar Ally McBeal, tragicomedia en la que Calista interpreta a una abogada neurótica. Con este papel participó en los Emmy, en los Globos de oro y en los American Comedy Awards.
Coprotagonizó Cinco hermanos, en la que interpretó a una periodista de radio que regresa con su familia para trabajar en un programa de debate político en televisión. Tendrán que encontrar el equilibrio entre sus vidas personales, negocios familiares y su discusiones entre hermanos. Cada personaje se compone de los estereotipos de la sociedad norteamericana.
En 2001, aún soltera, adoptó a un bebé recién nacido, el cual era hijo de una enfermera que no podía hacerse cargo de él.
El pequeño, que fue bautizado como Liam Flockhart, nació el 1 de enero de 2001 y Calista estuvo presente en el parto. 
El 15 de junio de 2010, Calista contrajo matrimonio con su pareja, el también actor Harrison Ford en Santa Fe (Nuevo México), quien ya era padre de cuatro hijos de matrimonios anteriores. 
Ambos ya convivían desde 2004. Harrison se separó de la guionista Melissa Mathison en 2004, tras un matrimonio de más de 20 años en el cual tuvieron dos hijos: Malcom nacido el 3 de octubre de 1987 y Georgia, nacida el 30 de junio de 1990.
Ford y Flockhard no tienen hijos biológicos. El hijo adoptivo de Calista, Liam, se convertiría en el quinto hijo de Harrison Ford.
En 2022 regresó al teatro tras más de una década para encarnar a Martha en una nueva versión de ¿Quién teme a Virginia Woolf?, en Los Ángeles. Tres años después protagonizó en el Off-Broadway La maldición de la clase hambrienta, escrita por Sam Shepard.
Tras varios años prácticamente retirada de la pantalla, la actriz fue una de las protagonistas de Feud: Capote vs. The Swans (2024), miniserie de Ryan Murphy sobre la traición que Truman Capote realizó a sus amigas de la alta sociedad neoyorquina, narrando sus intimidades en el libro Plegarias atendidas. Calista encarna a Lee Radziwill, la hermana pequeña de Jackie Kennedy, casada con un príncipe europeo, y compartió escenas junto a Naomi Watts, Diane Lane y Demi Moore, entre otras.

## Filmografía

### Cine
| Año  | Título                                     | Rol              |
| ---- | ------------------------------------------ | ---------------- |
| 1993 | Naked in New York                          | Estudiante       |
| 1994 | Clear Cut                                  |                  |
| 1994 | Gettin In                                  | Amanda Morel     |
| 1994 | Quiz Show: El dilema                       | Chica de Barnard |
| 1995 | Pictures of Baby Jane Doe                  | Jane             |
| 1995 | Drunks                                     | Helen            |
| 1996 | The Birdcage                               | Barbara Keeley   |
| 1996 | Milk & Money                               | Christine        |
| 1997 | Telling Lies in America                    | Diney Majeski    |
| 1999 | El sueño de una noche de verano            | Helena           |
| 2000 | Things You Can Tell Just by Looking at Her | Christine Taylor |
| 2004 | The Last Shot                              | Valerie Weston   |
| 2005 | Frágiles                                   | Amy Nicholls     |

### Televisión
| Año                   | Título                                          | Rol                                        | Notas         |
| --------------------- | ----------------------------------------------- | ------------------------------------------ | ------------- |
| 1990                  | Loving                                          | Mujer joven                                | 1 episodio    |
| 1991                  | Darrow                                          | Lillian Anderson                           | Telefilme     |
| 1992                  | Lifestories: Families in Crisis                 | Mary-Margaret Carter                       | 1 episodio    |
| 1997–2002             | Ally McBeal                                     | Ally McBeal                                | 112 episodios |
| 1998                  | The Practice                                    | Ally McBeal                                | 1 episodio    |
| 2000                  | Happily Ever After: Fairy Tales for Every Child | Vanna Van (voz)                            | 1 episodio    |
| 2001                  | Bash                                            | Sue                                        | Telefilme     |
| 2006–2011             | Brothers & Sisters                              | Kitty Walker                               | 110 episodios |
| 2014                  | Robot Chicken                                   | Dra. Ryan Stone / Rebecca Cunningham (voz) | 1 episodio    |
| 2014                  | Web Therapy                                     | April Keating                              | 5 episodios   |
| 2015                  | Los pingüinos de Madagascar                     | Doris (voz)                                | 1 episodio    |
| 2015                  | Full Circle                                     | Ellen Kelly-O'Rourke                       | 5 episodios   |
| 2015-2016, 2017, 2021 | Supergirl                                       | Cat Grant                                  | 26 episodios  |
| 2024                  | Feud: Capote vs. The Swans                      | Lee Radziwill                              | 7 episodios   |

### Teatro
| Año  | Obra                                | Rol             | Autor              |
| ---- | ----------------------------------- | --------------- | ------------------ |
| 1994 | El zoo de cristal                   | Laura Wingfield | Tennessee Williams |
| 1997 | Las tres hermanas                   | Natasha         | Antón Chéjov       |
| 1999 | Bash: Latter-Day Plays              | Sue             | Neil LaBute        |
| 2022 | ¿Quién teme a Virginia Woolf?       | Martha          | Edward Albee       |
| 2025 | La maldición de la clase hambrienta | Ella            | Sam Shepard        |

## Premios y nominaciones
| Año  | Premió                    | Categoría                                  | Trabajo nominado | Resultado |
| ---- | ------------------------- | ------------------------------------------ | ---------------- | --------- |
| 1998 | Primetime Emmy Award      | Mejor actriz - Serie de Comedia            | Ally McBeal      | Nominada  |
| 1998 | Golden Globe Award        | Mejor actriz de serie de comedia o musical | Ally McBeal      | Ganadora  |
| 1998 | Screen Actors Guild Award | Mejor Actriz de serie de Comedia           | Ally McBeal      | Nominada  |
| 1998 | Screen Actors Guild Award | Mejor Reparto en una serie de Comedia      | Ally McBeal      | Nominada  |
| 1999 | Primetime Emmy Award      | Mejor actriz - Serie de Comedia            | Ally McBeal      | Nominada  |
| 1999 | Golden Globe Award        | Mejor actriz de serie de comedia o musical | Ally McBeal      | Nominada  |
| 1999 | Satellite Award           | Mejor actriz de serie de comedia o musical | Ally McBeal      | Nominada  |
| 1999 | Screen Actors Guild Award | Mejor Actriz de serie de Comedia           | Ally McBeal      | Nominada  |
| 1999 | Screen Actors Guild Award | Mejor Reparto en una serie de Comedia      | Ally McBeal      | Ganadora  |
| 2000 | Golden Globe Award        | Mejor actriz de serie de comedia o musical | Ally McBeal      | Nominada  |
| 2000 | People's Choice Awards    | Actriz favorita de televisión por cable    | Ally McBeal      | Ganadora  |
| 2000 | Satellite Award           | Mejor actriz de serie de comedia o musical | Ally McBeal      | Nominada  |
| 2000 | Screen Actors Guild Award | Mejor Actriz de serie de Comedia           | Ally McBeal      | Nominada  |
| 2000 | Screen Actors Guild Award | Mejor Reparto en una serie de Comedia      | Ally McBeal      | Nominada  |
| 2001 | Primetime Emmy Award      | Mejor actriz - Serie de Comedia            | Ally McBeal      | Nominada  |
| 2001 | Golden Globe Award        | Mejor actriz de serie de comedia o musical | Ally McBeal      | Nominada  |
| 2001 | Screen Actors Guild Award | Mejor Actriz de serie de Comedia           | Ally McBeal      | Nominada  |
| 2001 | Screen Actors Guild Award | Mejor Reparto en una serie de Comedia      | Ally McBeal      | Nominada  |
| 2002 | Golden Globe Award        | Mejor actriz de serie de comedia o musical | Ally McBeal      | Nominada  |
| 2016 | Premios Saturn            | Mejor actriz de reparto                    | Supergirl        | Nominada  |